# Marburger Bund
Marburger Bund - Verband der angestellten und beamteten Ärztinnen und Ärzte Deutschlands e.V. (pol. Związek Marburski – Zrzeszenie Zatrudnionych i Mianowanych Lekarek i Lekarzy Niemiec) – niemiecki związek zawodowy zrzeszający lekarzy. Został założony w 1947 roku w Marburgu. Obecną siedzibą zarządu jest Berlin. 
Związek liczy ok. 100 000 członków (stan na koniec 2005 roku) i tym samym jest największym zrzeszeniem lekarzy w Europie. 

## Przewodniczący
- 1948 – 1952: Herbert Britz
- 1952 – 1961: Rolf Detlev Berensmann
- 1961 – 1966: Dietrich Techen
- 1966 – 1975: Paul Erwin Odenbach
- 1975 – 1979: Karsten Vilmar
- 1979 – 1989: Jörg-Dietrich Hoppe
- 1989 – dziś: Frank Ulrich Montgomery